# Преселець
Пресе́лець (болг. Преселец) — село в Тирговиштській області Болгарії. Входить до складу общини Тирговиште.

## Населення
За даними перепису населення 2011 року у селі проживали 312 осіб.
Національний склад населення села:
| Національність   | Кількість осіб | Відсоток |
| ---------------- | -------------- | -------- |
| турки            | 163            | 52,2%    |
| цигани           | 123            | 39,4%    |
| болгари          | 25             | 8,0%     |
| Всього відповіли | 312            |          |

Розподіл населення за віком у 2011 році:
Динаміка населення: